# Ressort (Suriname)

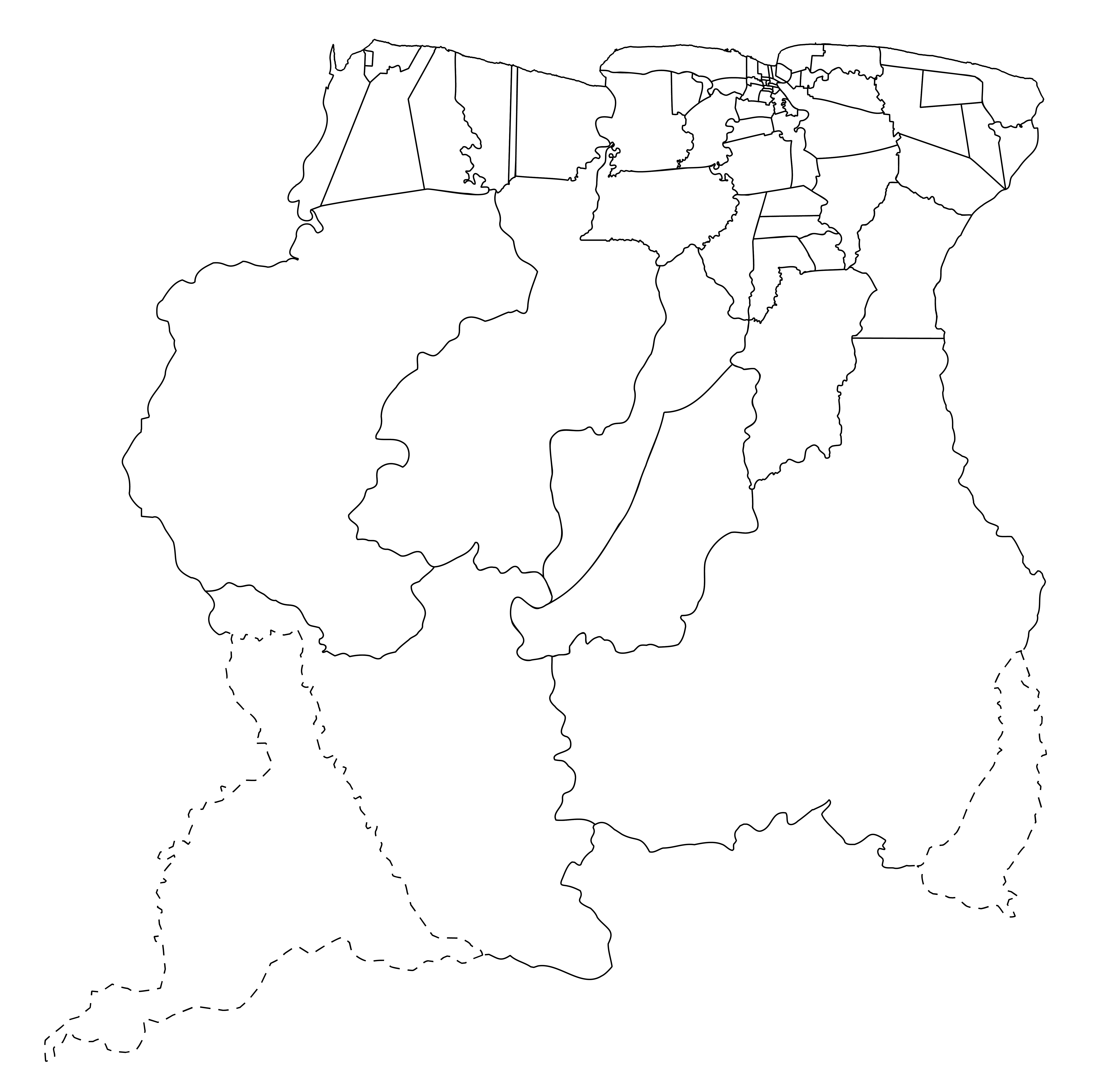
De 63 ressorten van Suriname

Een ressort is een Surinaamse bestuurlijke eenheid waarin de districten zijn verdeeld. Binnen de 10 districten van Suriname bestaan in totaal 63 ressorten.
Binnen het stadsdistrict Paramaribo bestaan de ressorten vooral uit wijken, elders bestaan ze (omdat Suriname geen gemeentes kent) uit een wat grotere plaats met het gebied eromheen of een aantal dorpen en vestigingsplaatsen (met name oude plantages). Gemiddeld is een ressort ruim 2600 km² groot en heeft bijna achtduizend inwoners. Hoewel alle ressorten in Paramaribo qua oppervlak klein zijn ligt het aantal inwoners per ressort daar over het algemeen fors hoger terwijl in de binnenlanden het aantal inwoners per ressort vaak weer lager ligt.
Als gevolg van artikel 161 van de grondwet is de ressortraad het hoogste politiek-bestuurlijk orgaan van het ressort. De leden hiervan worden normaal gesproken tegelijk met de 5-jaarlijkse verkiezingen voor de districtsraden en De Nationale Assemblée (DNA; het Surinaamse parlement) gekozen.

## De 63 ressorten per district
|  | - Brownsweg - Centrum - Klaaskreek - Kwakoegron - Maréchalkreek - Sarakreek                                                             |  |  | - Alkmaar - Bakkie - Johan & Margaretha - Meerzorg - Nieuw-Amsterdam - Tamanredjo         |
|  | - Johanna Maria - Totness - Welgelegen                                                                                                  |  |  | - Albina - Galibi - Moengo - Moengotapoe - Patamacca - Wanhatti                           |
|  | - Groot Henar - Nieuw-Nickerie - Oostelijke Polders - Wageningen - Westelijke Polders                                                   |  |  | - Noord-Para - Oost-Para - Zuid-Para - Bigi Poika - Carolina                              |
|  | - Beekhuizen - Blauwgrond - Centrum - Flora - Latour - Livorno - Munder - Pontbuiten - Rainville - Tammenga - Weg naar Zee - Welgelegen |  |  | - Calcutta - Groningen - Jarikaba - Kampong Baroe - Tijgerkreek - Wayamboweg              |
|  | - Boven-Coppename - Boven-Saramacca - Boven-Suriname - Coeroenie - Kabalebo - Tapanahony - Paramacca                                    |  |  | - De Nieuwe Grond - Domburg - Houttuin - Koewarasan - Kwatta - Lelydorp - Saramaccapolder |